# René Touzet
René Touzet (* 8. September 1916 in Havanna; † 15. Juni 2003 in Miami, Florida) war ein kubanischer Pianist, Komponist und Bandleader.

## Leben und Wirken
Touzet begann 1925 eine Klavierausbildung bei José Echániz Maíz, dem Vater des Konzertpianisten José Echániz, der jedoch wenige Monate später starb. Darauf übernahm Conchita Pereira, eine Schülerin Echániz', seinen Unterricht. Ab 1930 besuchte er außerdem das Falcón-Konservatorium. In dieser Zeit entstand seine erste Komposition, Un Valse para mi Maestra.
Nach dem Tod Pereiras 1933 nahm ihn Luís Armando Rivera in seine Band auf. Für einen Freund komponierte er 1933 sein erstes Lied Tu besar. Er gründete ein eigenes sechzehnköpfiges Orchester, mit dem er US-amerikanische Bigband-Musik im Grand Casino Nacional in Havanna spielte. Zugleich komponierte er weiterhin Songs. Deren bekanntester, No Te Importe Saber (Let Me Love You Tonight), wurde von zahlreichen kubanischen Sängern gesungen und von Miguelito Valdéz bei RCA aufgenommen. Jorge Negrete sang ihn im Nationaltheater in Havanna, worauf ihn ein Talentscout in die USA brachte, wo er später auch von Bing Crosby und Frank Sinatra aufgenommen wurde.
Nachdem ein Hurrikan 1944 das Grand Casino Nacional zerstört hatte, ging er 1945 nach New York und wurde Mitglied der Band von Enrique Madriguera. Mit ihr war er an mehreren Aufnahmen und Filmen in Hollywood beteiligt. 1947 war er sechs Monate Mitglied im Orchester von Desi Arnaz. Später gründete er ein eigenes Orchester, mit dem er zwischen 1959 und 1972 dreizehn LPs aufnahm. 1972 zog er sich vom Konzertbetrieb zurück und ließ sich in Miami nieder. Dort veröffentlichte er zahlreiche Klavierkompositionen, darunter Cuarenta Danzas, Cuatro Capricios, Ginasteriana, Fantasía Española, Cinco Danzas Exóticas, Vals Arabesco, Tres Miniaturas und die Sonata Romántica.